# Beta Octantis
Beta Octantis (β Octantis, förkortat Beta Oct, β Oct) som är stjärnans Bayerbeteckning, är en sannolik dubbelstjärna belägen i den inre delen av stjärnbilden Oktanten. Den har en skenbar magnitud på 4,13 och är svagt synlig för blotta ögat. Baserat på parallaxmätning inom Hipparcosuppdraget på ca 21,9 mas, beräknas den befinna sig på ett avstånd på ca 149 ljusår (ca 46 parsek) från solen. Den rör sig bort från solen med en radiell hastighet på +19 km/s.

## Egenskaper
Primärstjärnan Beta Octantis A är en gul till vit stjärna i huvudserien av spektralklass A9 IV-V. Den har en massa som är ca 2,3 gånger större än solens massa, en radie som är ca 3,2 gånger större än solens och utsänder från dess fotosfär ca 42 gånger mera energi än solen vid en effektiv temperatur på ca 8 000 K.
Beta Octantis är en sannolik astrometrisk dubbelstjärna. Baserat på stjärnklassificeringen A9IV-V är den synliga komponenten en framträdande, gul-vit stjärna av spektraltyp A med ett spektrum som visar blandade egenskaper hos en huvudseriestjärna och en underjättestjärna.